# Western Design
Western Design war eine Militäroperation, mit der Oliver Cromwell im Frühjahr 1655 versuchte, den andauernden Spanisch-Französischen Krieg auszunutzen und die spanischen Kolonien in der Karibik unter englische Herrschaft zu bekommen. Die eigentlichen Ziele der Operation, die Inseln Hispaniola und Kuba, konnten jedoch nicht erobert werden, stattdessen gelang die Einnahme Jamaikas. Gleichzeitig stellt die Unternehmung den Beginn des Englisch-Spanischen Krieges und einen weiteren Schritt hin zum britischen Weltreich dar. Der Name Western Design wurde dabei wohl von Cromwell selbst geprägt und bezog sich einerseits auf die hier vorgestellte Operation, als auch auf weitere mit ihr zusammenhängende Pläne zur Errichtung eines eigenen Kolonialreiches in der Karibik.

## Vorgeschichte
England war 1654 siegreich aus dem Englisch-Niederländischen Krieg hervorgegangen und hatte im Vertrag von Westminster Frieden geschlossen und die Navigationsakten durchgesetzt. Trotz des Friedensschlusses waren die Handelsinteressen beider Staaten, gerade in den Überseegebieten, noch immer gegenläufig und bargen neues Konfliktpotential. Auch waren durch den Ausbau der Kriegsflotte deren Unterhaltskosten immens gestiegen und für den Staatshaushalt kaum tragbar. Aufgrund des immer noch schwelenden Bürgerkrieges und des Konflikts mit den Niederlanden war sie aber, in den Augen des Protektorats, immer noch nötig. Auf dem Kontinent herrschte zur gleichen Zeit noch immer der Französisch-Spanische Krieg, der seit 1653 wieder offen ausgetragen wurde.

### Ursachen
Unter den gegebenen Umständen entschied Cromwell, dass England sich zum eigenen Nutzen am europäischen Konflikt beteiligen müsse. Zwar stand anfangs die Frage im Raum, ob England sich gegen Spanien oder Frankreich wenden solle oder ob man sich nicht durch beide Seiten seine Neutralität bezahlen lasse. Doch wurde wohl bereits 1653 entschieden, dass zukünftige Aktionen eher gegen Spanien und dessen koloniale Besitztümer gerichtet werden müssten. Von diesen hatte die englische Regierung die großen Karibikinseln als Ziel einer militärischen Mission ausgewählt. Die Gründe hierfür waren ihr Reichtum und ihre strategische Lage. Letztere war vor allem bedeutsam, weil die englischen Besitzungen in Nordamerika und der Karibik sich im Bürgerkrieg für neutral erklärt hatten und sich Cromwell ihrer Loyalität nicht sicher sein konnte. Auch florierte der Schmuggel mit den Niederlanden auf den Karibikinseln, trotz der im Frieden von Westminster vereinbarten Einhaltung der Navigationsakten. Die durch den Krieg mit den Niederlanden erstarkte Flotte bot sich als geeignetes Mittel an, war sie doch in Friedenszeiten nur ein unnützer Kostenfaktor und ihr Unterhalt kaum noch gewährleistet. Eine erfolgreiche Unternehmung in Übersee hätte also, neben finanziellen und innenpolitischen Auswirkungen, eine Stärkung der außenpolitischen Position und sinnvolle Nutzung ungenutzter Ressourcen bedeutet. Auch gibt es in der Wissenschaft die Annahme, dass Cromwell hoffte, Spanien würde in seiner brisanten strategischen Lage keinen offenen Krieg mit der englischen Seemacht suchen und daher den Verlust der Inseln stillschweigend hinnehmen.

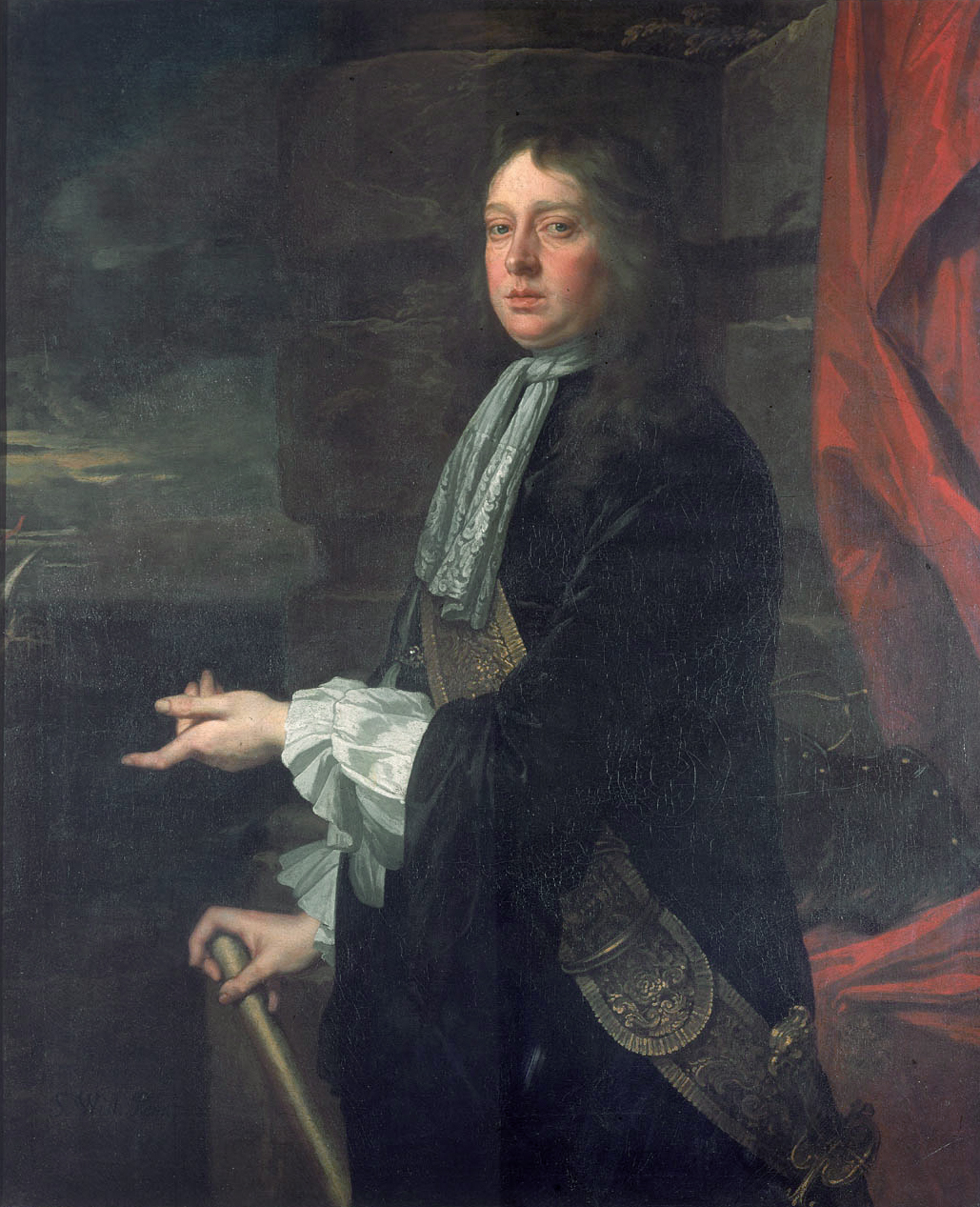
Admiral Sir William Penn, 1621–1670, gemalt 1665–1666 von Sir Peter Lely

### Vorbereitungen
Nachdem die Idee, die spanischen Kolonien anzugreifen, im April 1654 aufgekommen war, wurde die Entscheidung zum Angriff im Juli getroffen. Bis zur Abfahrt der Flotte im Dezember wurden 2500 Männer, davon jedoch nur 1000 erfahrene Soldaten, in 5 Regimentern zusammengezogen und unter das Kommando von Robert Venables gestellt. Die Flotte aus 18 Kriegs- und 20 Transportschiffen wurde von Admiral William Penn geführt. Diese waren, im Vergleich zu den weder mit passender Kleidung noch mit ausreichenden Vorräten versehenen Männern der Invasionsarmee, ausreichend für das anstehende Unternehmen gewappnet. Durch die Dauer und den Umfang der Vorbereitungen konnte die Ausrüstung der Flotte, trotz aller Bemühungen, nicht geheim gehalten werden. Auch ein Ablenkungsmanöver durch das Entsenden einer Flotte ins Mittelmeer konnte die Gerüchte nicht zum Verstummen bringen. So war die spanische Regierung anscheinend bereits beim Auslaufen der Flotte über die Bedrohung informiert, wenn sie auch die genauen Absichten nicht kannte.

## Durchführung

### Aufenthalt in Barbados
Der geplante Zwischenstopp auf der bereits seit 1625 englischen Insel Barbados erwies sich als schädlich für das gesamte Unternehmen. Von Cromwell wohl als Signal für die anderen Kolonien gedacht, war er als Mittel zur Aufstockung und Ergänzung der Vorräte sowie zur Rekrutierung weiterer Männer dringend nötig. Bei der Ankunft der Flotte wurde der Befehl Cromwells zur Konfiszierung aller Schmugglerschiffe durchgeführt und mehrere niederländische Segler im Hafen und um Barbados herum aufgebracht. Die vom Schmuggel profitierenden Inselbewohner sowie die Rekrutierung von Freiwilligen von anderen englischen Kolonien verzögerten die Weiterfahrt, so dass die Warnungen aus Spanien die karibischen Provinzen erreichten und diese Vorbereitungen treffen konnten.

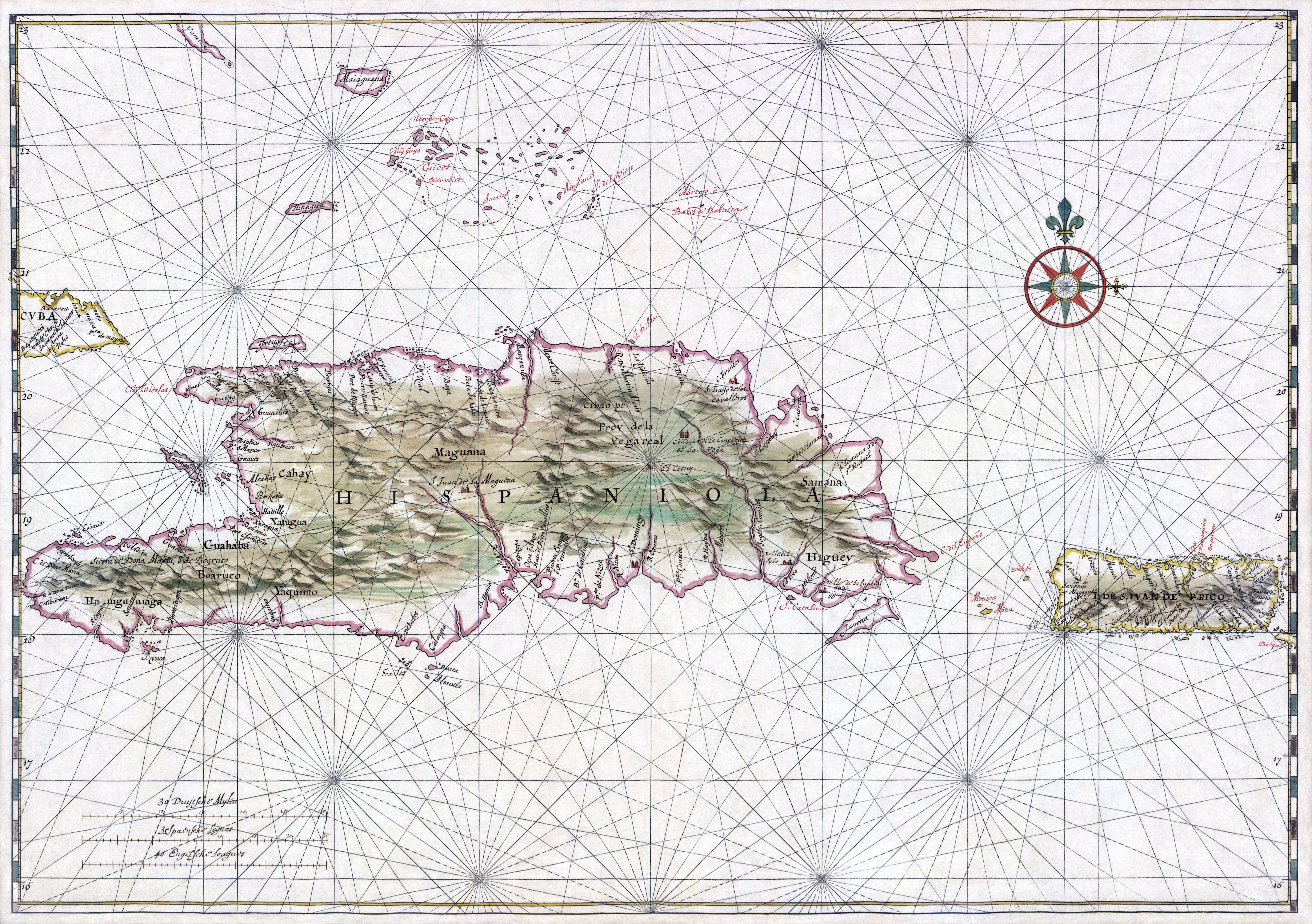
Hispaniola auf einer nautischen Karte von 1639

### Angriff auf Hispaniola
Am 13. April erreichte der Verband Hispaniola, konnte jedoch aufgrund ungünstiger Winde nicht, wie von General Venables gedacht, an der Mündung des Flusses Jaina bei Santo Domingo anlanden, sondern musste zum deutlich entfernteren Nizao-Fluss ausweichen. Die schlechte Ausrüstung der Invasionstruppen machte sich in dem, für die meisten Männer unbekannten, tropischen Klima und der dichten Vegetation sofort bemerkbar. Bereits nach kurzer Zeit mehrten sich die Ausfälle, auch General Venables erkrankte. Als die Truppe schließlich am 17. April Santo Domingo erreichte, zeigte sich die schlechte Ausbildung und Moral der Truppen, nur das schnelle Eingreifen von Marineinfanteristen konnte eine Niederlage bei einem spanischen Hinterhalt verhindern. Ein weiterer Angriff am 24. April scheiterte ebenfalls an den spanischen Truppen und dem ineffektiven Einsatz der Kriegsschiffe. Hier zeigten sich deutlich die Führungsprobleme zwischen Navy und Invasionsarmee. Auch die überlegene Ausrüstung und Versorgung der Flotte fiel nach dem zehntägigen Aufenthalt immer stärker auf und sorgte für Streit und Neid bei den Männern der Invasionsarmee. Nach dieser Niederlage und der Zuspitzung der schlechten Verpflegungslage entschieden sich die beiden Kommandeure für die Aufgabe des Unternehmens.

### Einnahme Jamaikas
Nachdem alle Truppen am 5. Mai eingeschifft waren, nahm die Flotte Kurs auf Jamaika, welches von Penn und Venables als neues Ziel festgelegt worden war. Am 17. Mai wurde die Hauptstadt der Insel Santiago de la Vega (heute Spanish Town) erreicht. Die kaum befestigte Stadt und ihre Garnison ergaben sich den überlegenen englischen Kräften kampflos. Ein Teil der spanischen Truppen flüchtete sich in die Wälder des Hinterlands, um einen Guerillakrieg zu führen, gleichzeitig ließen viele Plantagenbesitzer ihre Sklaven frei und bewaffneten sie, was für kurzfristiges Chaos außerhalb der Städte sorgte. Diese als Maroons bekannten Freigelassenen zogen sich, wie die restlichen spanischen Soldaten, schnell in den nördlichen Teil der Insel zurück. Sie lieferten sich, von Kuba aus unterstützt, bis 1658 immer wieder Gefechte mit den britischen Truppen. Letztere litten nach der Einnahme der Insel, wie auch auf Hispaniola, unter dem Klima und ihrer schlechten Ausbildung und Verpflegung. Die auf der Insel verfügbaren Nahrungsmittel reichten nicht für die Versorgung der Armee aus, so dass die Soldaten große Teile der Viehbestände schlachteten. Die beiden Kommandeure verließen die gerade eingenommene Insel unabhängig voneinander innerhalb kurzer Zeit wieder, wohl um bei Cromwell den jeweils anderen für den desaströsen Ausgang des Unternehmens verantwortlich zu machen. Auf der Insel verblieben ein Teil der Truppen und zwölf Schiffe. Beiden Generälen wurde nach ihrer Ankunft in England Fahnenflucht vorgeworfen. Nach kurzer Haft im Tower wurden sie jedoch wieder in ihre Kommandos eingesetzt.

## Folgen
Da die Einnahme Hispaniolas nicht gelang und stattdessen nur das wenig bedeutende Jamaika erobert werden konnte, war das Western Design aus damaliger Sicht ein Fehlschlag. Auf lange Sicht erwies sich die neue Kolonie jedoch als wirtschaftlich leistungsfähig und strategisch wertvoll. Da Spanien gewarnt und offensichtlich deutlich stärker war als erwartet, wurde ein offener Konflikt unvermeidlich. Eine offizielle Kriegserklärung durch Cromwell erfolgte jedoch erst am 26. Oktober 1655. In dieser rechtfertigte er den Angriff mit Missachtungen der früheren Friedensverträge seitens Spaniens und den Verbrechen an der indigenen Bevölkerung. Im folgenden Englisch-Spanischen Krieg verbündete man sich mit Frankreich und konnte so die englischen Besitzungen noch weiter ausbauen und sichern. Da die Operation jedoch von den Zeitgenossen als Fehlschlag gewertet wurde, konnte sie nicht zur Festigung der Herrschaft Cromwells beitragen.